# لی موین (آلاباما)
لی موین (به انگلیسی: Le Moyne) یک منطقهٔ مسکونی در ایالات متحده آمریکا است که در شهرستان موبایل، آلاباما واقع شده‌است. لی موین ۱۱٫۸۹ متر بالاتر از سطح دریا واقع شده‌است.